# Auqueniptèrids

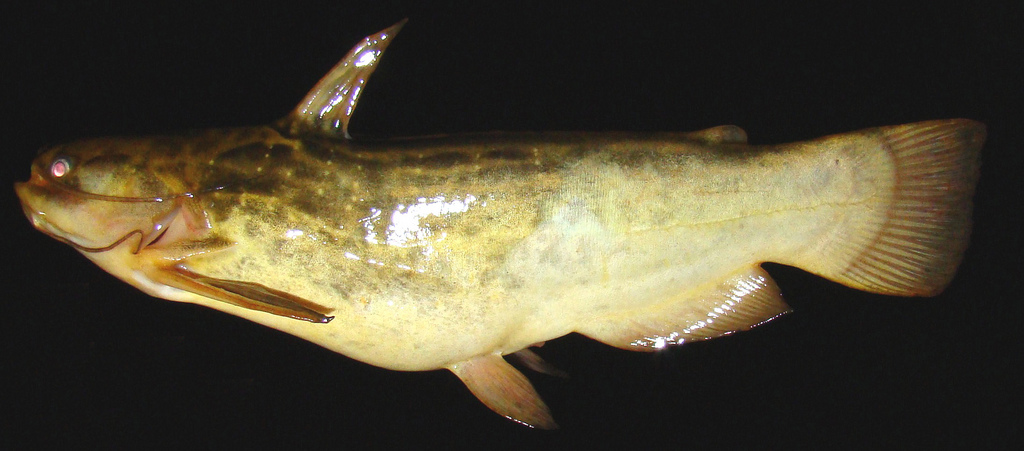
Trachelyopterus lucenai capturat a Rio Grande do Sul (Brasil).

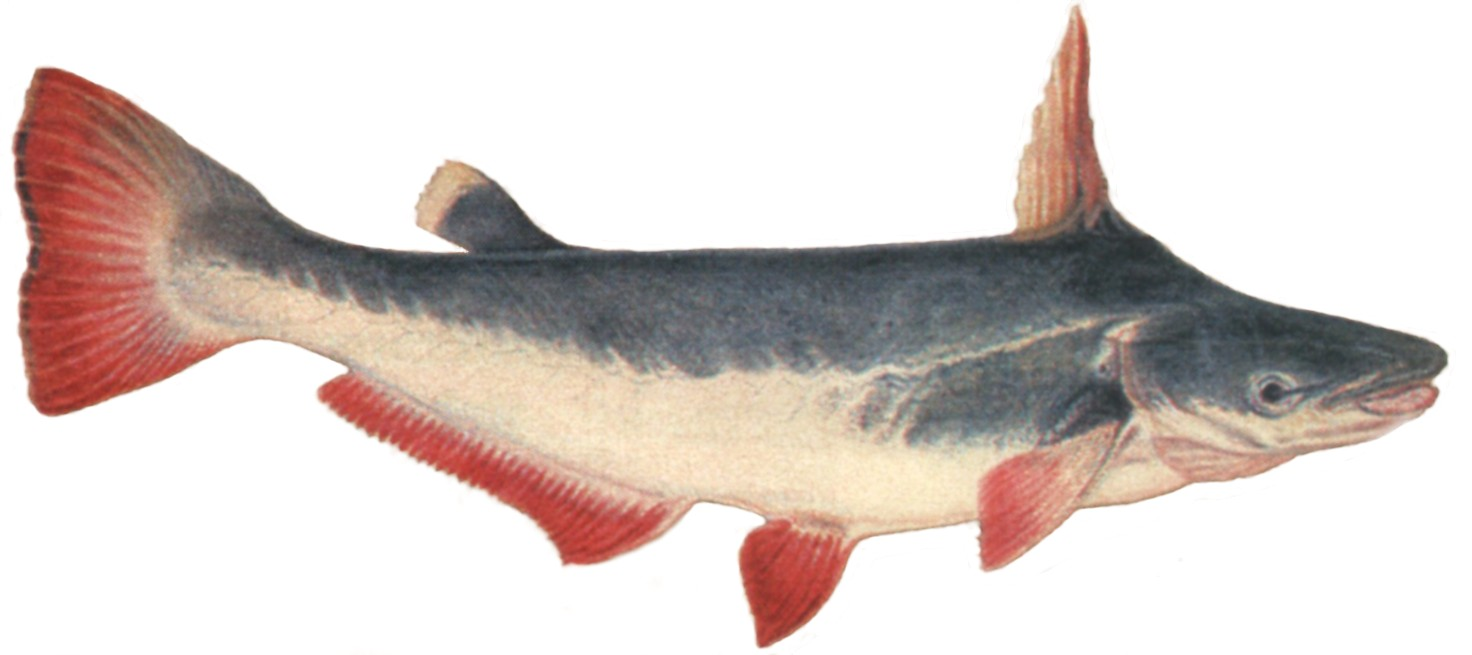
Ageneiosus valenciennesi

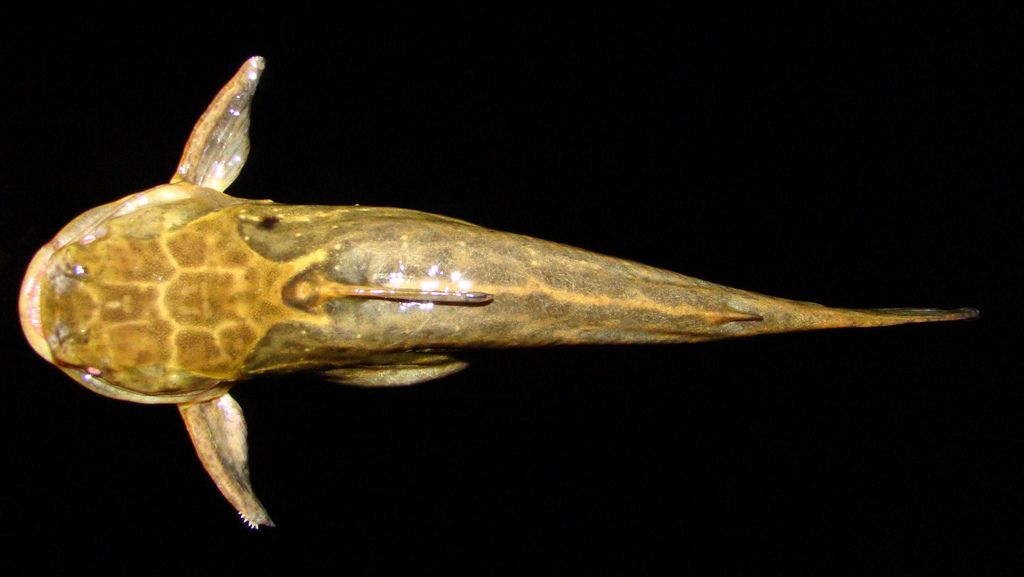
Trachelyopterus lucenai capturat a Rio Grande do Sul (Brasil).

La família dels auqueniptèrids (Auchenipteridae) és constituïda per peixos actinopterigis d'aigua dolça i salobre de l'ordre dels siluriformes.

## Morfologia
- Tot i que Ageneiosus inermis pot assolir els 59 cm de longitud, la majoria de les seues espècies són petites i algunes no depassen els 3 cm.[1]
- Cos sense escates.
- Tres parells de barbes sensorials en gairebé totes les espècies (dos inferiors i un de superior de major llargària).[2]

## Alimentació
Mengen principalment insectes, encara que també poden nodrir-se de peixos, gambetes, fruita, algues filamentoses i matèria vegetal en general.

## Distribució geogràfica
Es troba a Amèrica: des de Panamà fins a l'Argentina.

## Costums
Algunes de les espècies més petites s'amaguen en esquerdes durant el dia i surten a alimentar-se durant la nit.

## Gèneres
- Ageneiosus (Lacepède, 1803)[4]
- Asterophysus (Kner, 1858)[5]
  - Asterophysus batrachus (Kner, 1858)
- Auchenipterichthys (Bleeker, 1862)[6]
  - Auchenipterichthys coracoideus (Eigenmann & Allen, 1942)
  - Auchenipterichthys longimanus (Günther, 1864)
  - Auchenipterichthys punctatus (Valenciennes, 1840)
  - Auchenipterichthys thoracatus (Kner, 1858)
- Auchenipterus (Valenciennes, 1840)[7]
- Centromochlus (Kner, 1858)[8]
- Entomocorus (Eigenmann, 1917)[9]
  - Entomocorus benjamini (Eigenmann, 1917)
  - Entomocorus gameroi (Mago-Leccia, 1984)
  - Entomocorus melaphareus (Akama & Ferraris, 2003)
  - Entomocorus radiosus (Reis & Borges, 2006)
- Epapterus (Cope, 1878)[10]
  - Epapterus blohmi (Vari, Jewett, Taphorn & Gilbert, 1984)
  - Epapterus dispilurus (Cope, 1878)
- Gelanoglanis (Böhlke, 1980)[11]
  - Gelanoglanis nanonocticolus (Soares-Porto, Walsh, Nico & Netto, 1999)
  - Gelanoglanis stroudi (Böhlke, 1980)
  - Gelanoglanis travieso (Rengifo, Lujan, Taphorn & Petry, 2008)
- Glanidium (Lütken, 1874)[12]
  - Glanidium albescens  (Lütken, 1874)
  - Glanidium bockmanni  (Sarmento-Soares & Buckup, 2005)
  - Glanidium catharinensis  (Miranda Ribeiro, 1962)
  - Glanidium cesarpintoi  (Ihering, 1928)
  - Glanidium leopardum  (Hoedeman, 1961)
  - Glanidium melanopterum  (Miranda Ribeiro, 1918)
  - Glanidium ribeiroi  (Haseman, 1911)
- Liosomadoras (Fowler, 1940)[13]
  - Liosomadoras morrowi (Fowler, 1940)
  - Liosomadoras oncinus (Jardine & Schomburgk, 1841)
- Parauchenipterus
  - Parauchenipterus analis (Eigenmann & Eigenmann, 1888)
  - Parauchenipterus brevibarbis (Cope, 1878)
  - Parauchenipterus isacanthus (Cope, 1878)
- Pseudauchenipterus (Bleeker, 1862)[14]
  - Pseudauchenipterus affinis  (Steindachner, 1877)
  - Pseudauchenipterus flavescens  (Eigenmann & Eigenmann, 1888)
  - Pseudauchenipterus jequitinhonhae  (Steindachner, 1877)
  - Pseudauchenipterus nodosus  (Bloch, 1794)
- Pseudepapterus (Steindachner, 1915)[15]
  - Pseudepapterus cucuhyensis (Böhlke, 1951)
  - Pseudepapterus gracilis (Ferraris & Vari, 2000)
  - Pseudepapterus hasemani (Steindachner, 1915)
- Pseudotatia (Mees, 1974)[16]
  - Pseudotatia parva (Mees, 1974)
- Tatia (Miranda-Ribeiro, 1911)[17]
- Tetranematichthys (Bleeker, 1858)[18]
  - Tetranematichthys quadrifilis (Kner, 1858)
  - Tetranematichthys wallacei (Vari & Ferraris, 2006)
- Tocantinsia (Mees, 1974)[16]
  - Tocantinsia piresi (Miranda-Ribeiro, 1920)
- Trachelyichthys (Mees, 1974)[16]
  - Trachelyichthys decaradiatus (Mees, 1974)
  - Trachelyichthys exilis (Greenfield & Glodek, 1977)
- Trachelyopterichthys (Bleeker, 1862)[19]
  - Trachelyopterichthys anduzei (Ferraris & Fernández, 1987)
  - Trachelyopterichthys taeniatus (Kner, 1858)
- Trachelyopterus (Valenciennes, 1840)[20]
- Trachycorystes (Bleeker, 1858)[21][22]
  - Trachycorystes cratensis  (Miranda-Ribeiro, 1937)
  - Trachycorystes obscurus  (Günther, 1863)
  - Trachycorystes porosus  (Eigenmann & Eigenmann, 1888)
  - Trachycorystes trachycorystes  (Valenciennes, 1840)[23][24][25][26][27]